# Vila Nova de Tazem
Vila Nova de Tazem ist eine Gemeinde (Freguesia) im portugiesischen Kreis Gouveia. In ihr leben 1469 Einwohner (Stand 19. April 2021).